# Cephalostachyum scandens
Cephalostachyum scandens är en gräsart som beskrevs av Norman Loftus Bor. Cephalostachyum scandens ingår i släktet Cephalostachyum och familjen gräs. Inga underarter finns listade i Catalogue of Life.